# Västmanlandsbrigaden
Västmanlandsbrigaden (IB 38) var en infanteribrigad inom svenska armén som verkade i olika former åren 1949–1957. Förbandsledningen var förlagd i Uppsala garnison i Uppsala.

## Historik
Genom försvarsbeslutet 1948 beslutades att arméns fältregementen skulle omorganiseras och från 1949 års krigsorganisation anta en brigadorganisation. Västmanlandsbrigaden sattes upp åren 1949–1951 vid Upplands regemente (I 8) genom att fältregementet Roslagens regemente (I 38) omorganiserades till brigad.
I samband med att Upplands regemente upplöstes och avvecklades den 31 mars 1957, kom en brigad att överföras till Svea livgarde (I 1). Den brigaden antog namnet Upplandsbrigaden (IB 38), det vill säga en namnkombination av de två brigaderna som fanns vid Upplands regemente, Upplandsbrigaden, (IB 28) och Västmanlandsbrigaden (IB 38).

## Verksamhet
Huvuddelen av brigaden grundutbildades vid Upplands regemente (I 8). Brigaden genomgick endast förbandstypen IB 49.

### Organisation
Brigadens hade nedan organisation, Infanteribrigad 49, där infanteribataljonerna utbildades vid Upplands regemente.

- 1x brigadledning
- 3x infanteriskyttebataljoner
  - 4x skyttekompanier
  - 1x understödskompani
  - 1x trosskompani
- 1x pansarskyddskompani
- 1x tungt granatkastarkompani
- 1x brigadluftvärnskompani
- 1x brigadingenjörskompani
- 1x brigadunderhållsgrupp
  - 1x brigadunderhållsgruppstab
  - 1x trosstab
  - 1x ammunitionspluton
  - 1x verkstadspluton
  - 1x intendenturpluton
  - 1x sjukbärarpluton
  - 1x sjukvårdspluton
  - 1x hästsjukvårdspluton
  - 1x brigadingenjörmaterielpluton

## Förbandschefer
- 1949–1957: ???

## Namn, beteckning och förläggningsort
| Västmanlandsbrigaden | 1949-10-01 | – | 1957-03-31 |

| IB 38 | 1949-10-01 | – | 1957-03-31 |

| Uppsala garnison (F) | 1949-10-01 | – | 1957-03-31 |